# Typhlonectes natans
Espèce
Synonymes
- Caecilia natans Fischer in Peters, 1880 "1879"
- Thyphlonectes compressicauda venezuelense Fuhrmann, 1914
- Chthonerpeton haydee Roze, 1963
- Nectocaecilia cooperi Taylor, 1970

Statut de conservation UICN

 LC  : Préoccupation mineure
Typhlonectes natans est une espèce de gymnophiones de la famille des Typhlonectidae.

## Répartition
Cette espèce se rencontre jusqu'à 1 000 m d'altitude :
- en Colombie dans les bassins du río Cauca et du río Magdalena ;
- au Venezuela dans le bassin du lac Maracaibo.

Sa présence est incertaine à Trinité-et-Tobago.

## Publications originales
- Fischer, 1880 : Neue Reptilien und Amphibien. Archiv für Naturgeschichte, vol. 46, no 1, p. 215-227 (texte intégral).
- Peters, 1880 "1879" : Über die Eintheilung der Caecilien und insbesondere über die Gattungen Rhinatrema und Gymnopis. Monatsberichte der Königlichen Preussischen Akademie der Wissenschaften zu Berlin, vol. 1879, p. 924-945 (texte intégral).